# Salgótarján népessége
Salgótarján népessége 2022. október 1-jén 31 312 fő volt, ami Nógrád vármegye össznépességének 17,2%-át tette ki.

## Története
A 19. század második feléig nem volt a környezetéből kiemelkedő település, a hegyes-dombos vidék jellegzetes faluinak egyike volt. A 19. század közepén a falu népessége mintegy 800 fő volt, a város mai területén fekvő falvak együttes lélekszáma pedig mintegy 3500.
A település és környéke a szénbányászat majd az ahhoz kapcsolódó ipar fejlődésével indult jelentős gyarapodásnak. Maga Salgótarján az 1870-es években lépte át az 5 ezer fős határt, az 1890-es években a 10 ezer főt és 1940 körül a 20 ezret. A szomszédos, később hozzácsatolt települések hasonló ütemben gyarapodtak.
A II. világháború rövid időre megakasztotta a fejlődést, de Nógrád megye székhelyének idehelyezése és az ipar erőteljes fejlesztése újabb lendületet adott annak. A népességnövekedés újabb három évtizeden át folyamatos és jelentős volt, 1980 körül laktak a legtöbben Salgótarjánban, ekkor a város népessége (beleértve az időközben hozzácsatolt településeket is) kevéssel meghaladta az 50 ezer főt. Azóta azonban a népesség folyamatosan csökken, a csökkenés üteme jelentősen meghaladja az országos átlagot, és fő oka a helyi gazdaság, főleg az ipar visszaesése. 2008-ban már 38 683 fő élt itt, igaz, ebben a számban nincs benne a 2006-ban önállóvá vált Somoskőújfalu több mint 2000 lakója.
Salgótarján népességének változását az alábbi ábra szemlélteti (2001-ig Baglyasalja, Somoskő, Somoskőújfalu, Zagyvapálfalva és Zagyvaróna népességét is beleértve, 2008-ban viszont a 2006-ban önállóvá vált Somoskőújfalu 2287 fős népessége nélkül):

## Nemzetiségek
A török időkben elnéptelenedett Salgótarjánt a 18. század végén főleg felvidéki szlovák telepesek népesítették újra. Az 1877-ben megnyitott acélgyár ismét az ország különböző részeiről vonzott különböző nemzetiségű lakosokat a városba. A nagyarányú bevándorlás miatt a település vallási összetétele is vegyes volt.
1890-ben a németek aránya meghaladta a 10, a szlovákoké pedig a 20%-ot, 1910-ben viszont mindkét nemzetiség 5% alatti arányban volt jelen. A folyamatos nagyarányú betelepülés és az ipari és városias fejlődés eredményeként erőteljes asszimiláció ment végbe, amihez a két világháború után még a nemzetiségiek egy részének távozása is társult. Mindezek következtében a város mára elvesztette a száz évvel korábbi nemzetiségi sokszínűségét.
Az alábbi táblázat Salgótarján nemzetiségi eloszlását mutatja 2001-es adatok alapján:

## Vallási összetétel
A város felekezeti összetétele 2001-ben a következőképpen alakult:

## Lakások
| Év   | Lakások száma |
| ---- | ------------- |
| 2008 | 18 271        |
| 2007 | 18 271        |
| 2006 | 19 312        |
| 2005 | 19 260        |
| 2004 | 19 242        |
| 2003 | 19 219        |
| 2002 | 19 240        |
| 2001 | 19 219        |
| 2000 | 19 426        |

| Év   | Lakások száma |
| ---- | ------------- |
| 1999 | 19 396        |
| 1998 | 19 377        |
| 1997 | 19 360        |
| 1996 | 19 362        |
| 1995 | 19 332        |
| 1994 | 19 363        |
| 1993 | 19 338        |
| 1992 | 19 237        |
| 1991 | 19 112        |
| 1990 | 18 965        |

## Munkanélküliség
A városban a 2001-es népszámlálás szerint a munkanélküliek száma 4297 volt, életkori megoszlásuk pedig az alábbi:
- 15-29 éves: 1623 fő
- 30-39 éves: 1018 fő
- 40-49 éves: 1097 fő
- 50-59 éves: 526 fő
- 60 éves vagy idősebb: 33 fő